# Thé en Afrique du Sud
Cet article concerne la production et consommation de camelia sinensis en Afrique du Sud. Pour la plante désignée comme thé d'Afrique du Sud, voir  rooibos
La production de thé en Afrique du Sud commence à la fin du XIXe siècle. Celle-ci est tournée vers l'export de thé noir CTC, les populations locales lui préférant le rooibos. Après un effondrement de la production à la suite de l'arrêt des subventions dans les années 1990, l'industrie se diversifie au début du  XXIe siècle et bénéficie à nouveau d'un soutien des pouvoirs publics.

## Histoire

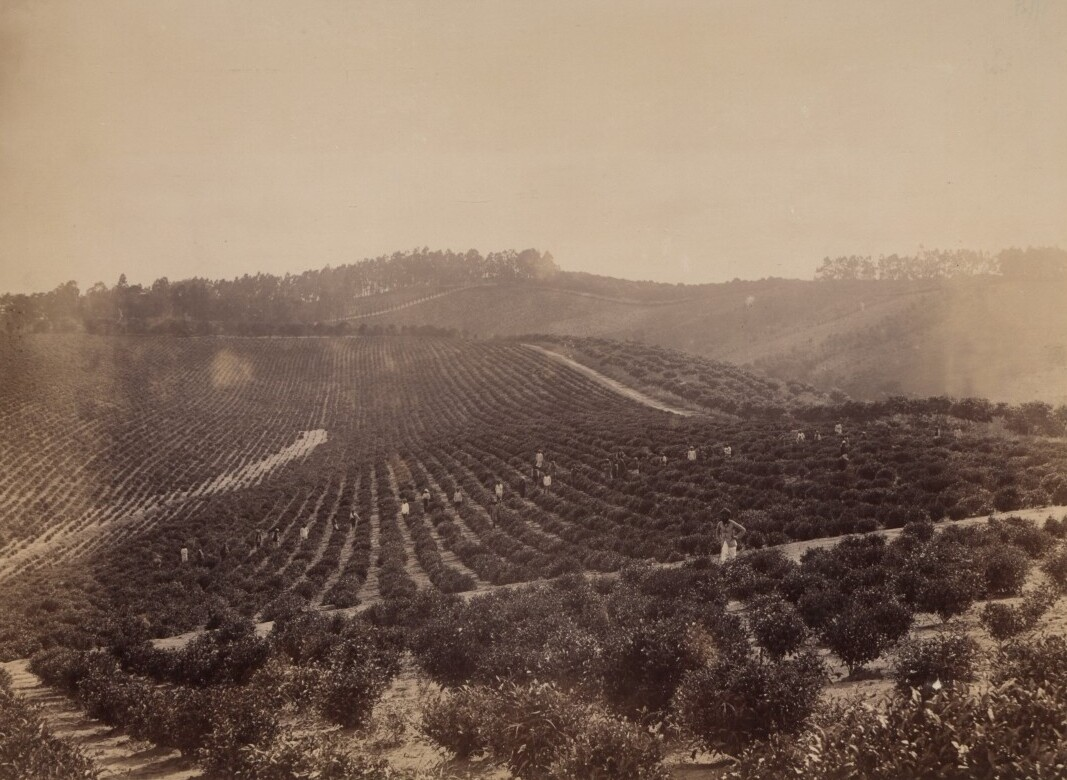
Plantation de la colonie de Natal en 1903. Archives nationales du Royaume-Uni

La production de thé en Afrique du Sud commence en 1887 à partir de graines venues d'Assam. Dans les années suivantes, le thé est cultivé dans les montagnes Drakensberg, à Transkei, Limpopo, et Ntingwe dans le Zoulouland.
L'industrie du thé se développe dans les années 1970 et 1980, recevant des subventions dans le but de créer des emplois en zones rurales. Après la fin de l'apartheid en 1991, la politique change ce qui, couplé à l'augmentation des coûts de production, pousse les producteurs à se tourner vers de nouvelles cultures : en 2004, la majorité des plantations de théiers ont été remplacées.
En 2008 et 2009, le gouvernement sud-africain décide de soutenir à nouveau la production de thé, cette fois-ci à travers des partenariats public-privé et la diversification de la production, notamment via l'achat de matériel japonais permettant la production de thé vert cuit à la vapeur.
En 2017, 116 million de rands sont dépensés afin de sauver deux plantations de la faillite.

## Production

### Plantations

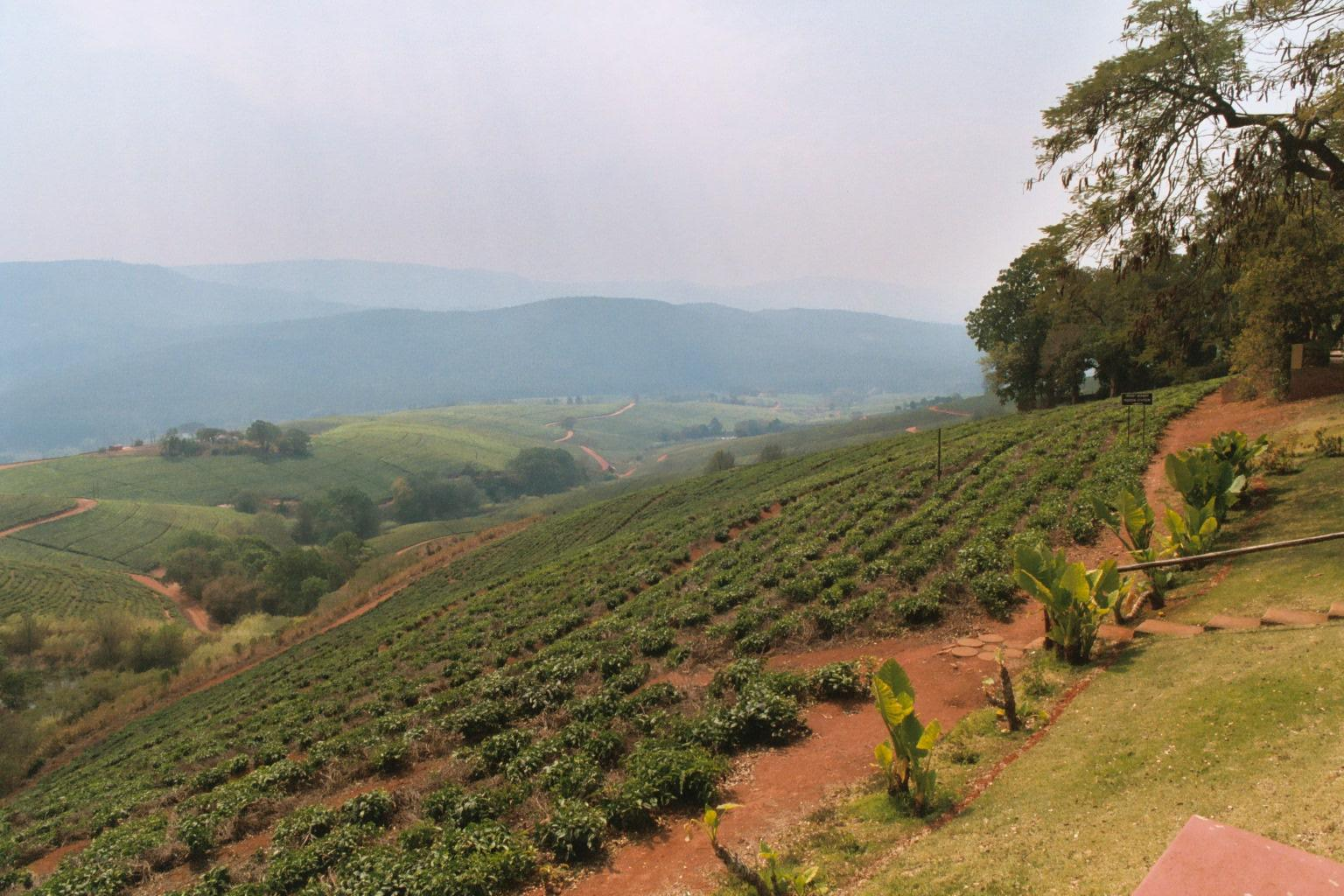
Plantation de Tzaneen en 2003

Les conditions climatiques d'Afrique du Sud sont peu favorables à la culture du thé en raison du faible volume de précipitations et des forts écarts de températures au cours de l'année. La culture n'est ainsi possible que de mi-novembre à mi-avril, la période de mi-avril à mi-août ayant des nuits trop froides et celle de mi-août à mi-novembre une trop forte évaporation d'eau. La résistance à la sécheresse et au froid sont ainsi les critères principaux du développement de nouveaux cultivars de théiers.
Les plantations se trouvant à proximité d'espaces de pâturage, des tensions entre les producteurs de thé et les éleveurs arrivent fréquemment au début des années 1990, le bétail mangeant régulièrement les théiers.
En plus de ces qualités agricoles, la sélection vise à augmenter la quantité d'antioxydant et diminuer celle de caféine, permettant ainsi d'utiliser des arguments de santé dans la stratégie marketing de vente des thés.
L'Afrique du Sud produit de 4 à 7 000 tonnes de thé par an, essentiellement du thé noir CTC et du thé vert. Les plantations occupent plus de 4 000 hectares.

### Conditions de travail
La récolte du thé est un travail fortement féminisé, avec 70 % de la cueillette effectuée par les femmes. Les conditions de travail sont difficiles, notamment en raison de revenus faibles, de l'ordre de 12 à 25 rands par jour, uniquement en saison de récolte c'est-à-dire huit mois par an, et plusieurs grèves ont lieu dans les années 1990.

## Commerce
Le thé noir produit en Afrique du Sud est essentiellement vendu au Royaume-Uni et aux États-Unis ; sa commercialisation comme thé d'origine et non comme blend lui permet de bénéficier de prix relativement plus élevés que ceux d'autres thés similaires.
Le thé vert cuit à la vapeur s'exporte au Japon, et le gouvernement cherche à étendre ses exportations à l'Europe et aux États-Unis.
Au début du XXIe siècle, l'Afrique du Sud importe autour de 14 000 tonnes de thé par an.

## Consommation
La consommation de thé est faible en Afrique du Sud, autour de 20 000 tonnes par an, les consommateurs lui préférant le rooibos.